# Lothar Hübner (Politiker)
Lothar Hübner (* 26. Oktober 1955 in Würzburg; † 12. September 2022 in Neustadt an der Aisch) war ein deutscher Politiker (SPD).

## Leben und Beruf
Nach der Grundschule besuchte Hübner das Gymnasium, welches er 1976 mit dem Abitur verließ. Im Anschluss an seinen Zivildienst studierte er Sonderpädagogik in Würzburg und legte beide Staatsexamen ab. Von 1985 an war er als Sonderschullehrer in Bad Windsheim tätig. 1993 übernahm er die Leitung der Mobilen Erziehungshilfe im Landkreis Neustadt an der Aisch-Bad Windsheim. Daneben hatte er einen Lehrauftrag an der Universität Würzburg.
Er wohnte in Oberstrahlbach. Er war in verschiedenen Vereinen und Verbänden engagiert, unter anderem bei der Arbeiterwohlfahrt, dort war er Ortsvereinsvorsitzender und gehörte dort auch dem Kreisvorstand an.

## Politik
Hübner trat 1972 in die SPD ein und dort auf Orts- und Kreisebene in verschiedenen Funktionen tätig, unter anderem als Vorsitzender des SPD-Ortsvereins Bad Windsheim. Seit 1990 gehörte er dem Windsheimer Stadtrat an. Im selben Jahr kandidierte er bei der Landtagswahl, blieb zunächst jedoch erfolglos. Am 1. Januar 1994 rückte er für den ausgeschiedenen Herbert Eckstein in den Bayerischen Landtag nach, dem er bis zum Ende der Wahlperiode am 14. Oktober 1994 angehörte.